# Ibrahim Shekarau
Ibrahim Shekarau (né le 5 novembre 1955 à Kano) est un homme politique nigérian, candidat du Parti des peuples du Nigeria (en) (conservateur) à l'élection présidentielle nigériane d'avril 2011.
Il effectua ses études à l'Université Ahmadu Bello, obtenant une licence de Mathématiques et d'Éducation en 1977. Il enseigna dans plusieurs établissements secondaires avant de devenir proviseur, puis de travailler dans l'administration publique de l'État de Kano. Il fut notamment Secrétaire Permenant, le plus haut poste dans l'administration. Il fut aussi, un temps, président de la Conférence nationale des proviseurs du secondaire. Il s'exprima publiquement en faveur de l'application de la charia dans le droit de l'État, en défiance de la politique menée alors par les autorités de cet État, et fut démis de ses fonctions administratives. Il redevint alors professeur de mathématiques,.
Il fut également, au cours des années 1990, membre du Conseil des examinateurs d'Afrique de l'Ouest, et du Comité international des examinateurs.
Au début des années 2000, il fit son entrée en politique. Il fut le candidat en 2003 du Parti des peuples du Nigeria (en) à l'élection du Gouverneur de l'État de Kano, qu'il remporta. En 2007, il devint le premier Gouverneur de Kano à être réélu. En tant que Gouverneur, il a focalisé sa politique sur l'expansion des surfaces cultivables pour l'agriculture ; un meilleur accès à l'eau pour la population ; l'amélioration de l'état des routes ; et l'amélioration des locaux affectés à l'éducation. Il a mis en place une politique de gratuité de l'éducation pour les filles, ainsi que pour les garçons handicapés. Il a instauré des 'gardes islamiques' en complément aux forces de police. Il a également introduit des éléments de charia (droit islamique) dans le droit de l'État.
En 2004, il s'attira une notoriété internationale en interdisant à l'organisation mondiale de la santé d'effectuer à Kano une campagne de vaccination contre la poliomyélite. Il déclara que des scientifiques ayant sa pleine confiance lui avaient affirmé que ces vaccinations constituaient « un complot occidental pour rendre infertiles les femmes africaines, en particulier les musulmanes ». Les vaccins, déclara-t-il, ne seraient autorisés que si les scientifiques de l'OMS pouvaient démontrer, à la satisfaction de ces scientifiques, que ces craintes n'étaient pas fondées. Il déclara « à plusieurs reprises qu’il était plus sage de sacrifier aujourd’hui quelques enfants à la poliomyélite que de mettre en danger toute une génération pour l’avenir ». Sept ans plus tard, interrogé à ce sujet par la BBC, il nia avoir jamais tenu de tels propos, mais réaffirma que sa politique d'interdiction du vaccin, qui dura huit mois, avait été justifiée. Il affirma que la population craignait alors que les vaccins ne soient contaminés, et que des personnes refusaient d'autres traitements, par crainte qu'ils ne soient également contaminés. Il était donc nécessaire, affirma-t-il, de suspendre les vaccinations contre la poliomyélite, afin de restaurer la confiance de la population et d'encourager les habitants à accepter les traitements contre d'autres maladies.
En janvier 2011, il remporta les primaires du Parti de tous les peuples du Nigeria pour la désignation de son candidat à l'élection présidentielle. Il obtint 4 178 voix parmi les délégués du parti, face à 708 pour Harry Akande, 148 pour Dauda Birmah et 139 pour Bashir Tofa. Shekarau promit que s'il était élu président, il lutterait contre la corruption et poursuivrait le développement économique du Nigéria, afin d'en faire une puissance économique majeure dans le monde. Il choisit John Odigie Oyegun, ancien Gouverneur de l'État d'Edo, pour suppléant et candidat à la vice-présidence.